# وضع الأراضي التي احتلتها إسرائيل عام 1967
وضع الأراضي التي احتلتها إسرائيل هو وضع قطاع غزة والضفة الغربية ومرتفعات الجولان وشبه جزيرة سيناء، التي احتلتها إسرائيل خلال حرب الأيام الستة عام 1967.
أعيد وضع شبه جزيرة سيناء إلى السيادة المصرية في عام 1982 نتيجة لمعاهدة السلام المصرية الإسرائيلية، فيما يصف كل من مجلس الأمن التابع للأمم المتحدة ومحكمة العدل الدولية الضفة الغربية ومرتفعات الجولان الغربية بأنها "أرض محتلة" بموجب القانون الدولي، وتصفها المحكمة العليا لإسرائيل بأنها "محتلة في ظل احتلال عسكري".
فيما تصنف الحكومة الإسرائيلية الضفة الغربية بأنها "متنازع عليها" بدلاً من "محتلة"، وتجادل بأنها لا تحتل قطاع غزة عسكريًا بعد أن نفذت خطة انسحاب في عام 2005، ويقابل ذلك الإدعاء رفض مجلس حقوق الإنسان التابع للأمم المتحدة ومنظمة هيومن رايتس، حيث تواصل إسرائيل السيطرة على مجالها الجوي ومياهها وحدودها.

## المصطلح

### الأراضي المحتلة
في قراراتهما بشأن الجدار الإسرائيلي في الضفة الغربية، قضت كل من محكمة العدل الدولية، والمحكمة العليا في إسرائيل بأن الضفة الغربية محتلة، كما تعتبر وزارة الخارجية الأمريكية الضفة الغربية وقطاع غزة محتلين أيضًا.

حددت محكمة العدل الدولية المنطق القانوني لمؤيدي هذا الرأي في رأيها الاستشاري في 9 يوليو 2004. ولفتت إلى:
...وفقًا للقانون الدولي العرفي الذي يتجلى في المادة 42 من اللوائح المتعلقة بقوانين وعادات الحرب على الأرض المرفقة بالاتفاقية الرابعة لهاي، الموقعة في 18 أكتوبر 1907 (المشار إليها فيما يلي باسم "لوائح هاي 1907")، يعتبر الأراضي محتلة عندما تكون فعليًا تحت سلطة الجيش المعادي، ولا تمتد الاحتلال إلى الأراضي التي لم تتمكن السلطة المحتلة من فرض سلطتها عليها. وقد احتلت إسرائيل الأراضي الممتدة بين الخط الأخضر (انظر الفقرة 72 أعلاه) والحدود الشرقية السابقة لفلسطين تحت الانتداب في عام 1967 خلال النزاع المسلح بين إسرائيل والأردن. وبموجب القانون الدولي العرفي،

فإن هذه المناطق أراضي محتلة وكانت إسرائيل فيها بصفة القوة المحتلة. ولم يتغير وضعها خلال الأحداث اللاحقة في هذه المناطق، كما هو موضح في الفقرات 75 إلى 77 أعلاه، فجميع هذه الأراضي (بما في ذلك القدس الشرقية) لا تزال أراضي محتلة، واستمرت إسرائيل في الحفاظ على صفتها كقوة محتلة.
بشأن تطبيق الاتفاقية الرابعة من جنيف، لاحظت المحكمة:
...لغرض تحديد نطاق تطبيق الاتفاقية الرابعة من جنيف، يجب الإشارة إلى أنه وفقًا للمادة 2 المشتركة من الاتفاقيات الأربع المؤرخة 12 أغسطس 1949:
"بالإضافة إلى الأحكام التي يجب تنفيذها في زمن السلم، يجب تطبيق هذه الاتفاقية على جميع حالات الحرب المعلنة أو أي نزاع مسلح آخر قد ينشأ بين اثنين أو أكثر من الأطراف المتعاقدة العليا، حتى لو لم يتم الاعتراف بحالة الحرب من قبل أحدهم.

وتنطبق الاتفاقية أيضًا على جميع حالات الاحتلال الجزئي أو الكلي لأراضي إحدى الأطراف المتعاقدة الرئيسية، حتى إذا لم يواجه هذا الاحتلال أي مقاومة مسلحة."
(...) تلاحظ المحكمة أنه وفقًا للفقرة الأولى من المادة 2 من اتفاقية جنيف الرابعة، تنطبق هذه الاتفاقية عندما يتحقق شرطان: أن يكون هناك نزاع مسلح (سواء تم الاعتراف بحالة الحرب أم لا)؛ وأن يكون النزاع قد نشأ بين طرفين متعاقدين. (...) ولا تهدف الفقرة الثانية من المادة 2 إلى تقييد نطاق تطبيق الاتفاقية، كما هو محدد في الفقرة الأولى، عن طريق استبعاد الأراضي التي لا تخضع لسيادة أحد الأطراف المتعاقدة، بل يهدف ببساطة إلى توضيح أنه حتى لو لم يواجه الاحتلال خلال الصراع أي مقاومة مسلحة، فإن الاتفاقية لا تزال قابلة للتطبيق.
في حكمها في يونيو 2005 الذي أكد فيه دستورية انسحاب غزة، قررت المحكمة العليا الإسرائيلية أن "يهودا والسامرة [الضفة الغربية] ومنطقة غزة هي أراضٍ احتُلت خلال الحرب ولا تشكل جزءًا من إسرائيل".

### الأراضي المتنازع عليها
يدعي مركز القدس للشؤون العامة ومواقع الحكومة الإسرائيلية التي تؤيد وجهة النظر بأن الأراضي ليست محتلة أن استخدام مصطلح “محتل” فيما يتعلق بسيطرة إسرائيل على المناطق ليس له أساس في القانون الدولي أو التاريخ، وأنه يحكم مسبقًا على نتائج المفاوضات، ويعتبرون الأراضي “متنازع عليها” بناءً على الحجج القانونية التالية:
- لم يتم تحديد حدود من قبل الأطراف ولا تُعَتَرَف بأي حدود. خطوط الهدنة لا تُنشئ حدودًا، وتنص اتفاقيات الهدنة لعام 1949 بشكل خاص (بناءً على طلب الجانب العربي) على أنها لا تنشئ حدودًا دائمة أو رسمية.[6]
- تمشيًا مع الفكرة المذكورة أعلاه، أعلنت الحكومة الإسرائيلية رسميًا أن موقفها هو أنه لا يمكن تسمية الأراضي المحتلة بهذا الاسم، نظرًا لعدم وجود حقوق واضحة لأي دولة عليها، وعدم وجود اتفاق دبلوماسي ساري المفعول عندما احتلت إسرائيل تلك الأراضي في يونيو 1967.[7]
- تُعتبر الأراضي "محتلة" فقط إذا تم احتلالها في حرب من سيادة معترف بها ومؤسسة، ولكن لم يكن لأي دولة سيادة شرعية أو معترف بها على الضفة الغربية (حيث لم يعترف بضم الضفة الغربية سوى دولتين فقط)، وقطاع غزة أو القدس الشرقية قبل حرب الأيام الستة، ولذلك لا يمكن اعتبار هذه الأراضي "محتلة" بمعنى الكلمة.[8]
- تحدد المادة 2 من الاتفاقية الرابعة من جنيف أنها تنطبق "على حالات الاحتلال لأراضي أي طرف من الأطراف المتعاقدة العليا"، ولكن الضفة الغربية وقطاع غزة لم تكن أراضي قانونية تابعة لأي طرف من الأطراف المتعاقدة العليا. لذلك، يمكن الجدل بأن الاتفاقية الرابعة من جنيف لا تنطبق على الضفة الغربية وقطاع غزة.
- حتى لو كانت الاتفاقية الرابعة من جنيف قد تطبقت في وقت ما، فإنها بالتأكيد لم تنطبق بعدما نقلت إسرائيل السلطات الحكومية إلى السلطة الفلسطينية وفقًا لاتفاقيات أوسلو لعام 1993، حيث تنص المادة 6 من الاتفاقية على أنه سيتم إلزام السلطة الاحتلالية بأحكامها "فيما يتعلق بمدى ممارسة تلك السلطة لوظائف الحكومة في هذا الإقليم …".[6]
- استولت إسرائيل على الضفة الغربية نتيجة للحرب الدفاعية، لقد سمح للمتحدثين الفلسطينيين بالتضليل بتاريخ النزاع عن طريق استخدام لغة "الاحتلال". ومن خلال التشديد المتكرر على "الاحتلال"، نجحوا في عكس سببية الصراع، خاصةً أمام الجمهور الغربي. وبالتالي يزعمون أن النزاع الحالي بشأن الأراضي هو نتيجة لقرار إسرائيل بالاحتلال، بدلاً من كونه نتيجة للحرب التي فرضتها تحالف دول عربية على إسرائيل في عام 1967. وكتب المستشار القانوني السابق لوزارة الخارجية الأمريكية، ستيفين شويبل الذي رأس في وقت لاحق محكمة العدل الدولية في لاهاي، في عام 1970 بشأن قضية إسرائيل: "إذا كان الحائز السابق للأرض قد استولى عليها بشكل غير قانوني، فإن الدولة التي تأخذ هذه الأرض في ممارسة قانونية للدفاع عن النفس، تمتلك ملكية أفضل ضد هذا الحائز السابق."[6]

يعتبر يورام دينشتاين أن القول بأن هذه المناطق ليست محتلة يستند إلى "أسس قانونية مشكوك فيها". حيث تشير العديد من مواقع الحكومة الإسرائيلية إلى هذه المناطق باسم "الأراضي المحتلة".
بعد عام 1967 قُدمت عدة حجج قانونية ترفض حق تقرير المصير للفلسطينيين وإقامة دولتهم، اقترحوا عمومًا أن فلسطين كانت أرضًا خالية من سيادة شرعية وأيدوا المطالبات الإسرائيلية بالأراضي المتبقية من الانتداب على فلسطين. ويقول المؤرخ والصحفي جيرشوم جورنبرج إن هذه المواقف تعتبر غريبة خارج مجتمع المستوطنات المؤيد في إسرائيل. يقول إنه بينما استخدمت الحكومة الإسرائيلية هذه المواقف لأغراض العلاقات العامة في الخارج، فإنها تتخذ مواقف مختلفة تمامًا عندما تحاكم قضايا قانونية حقيقية أمام المحكمة العليا الإسرائيلية.
في عام 2005 قررت إسرائيل تفكيك جميع المستوطنات الإسرائيلية في قطاع غزة وأربع مستوطنات في شمال الضفة الغربية. ويشير كورنبرغ إلى أن قرار الحكومة قد طعن فيه المستوطنون في المحكمة العليا، وربحت الحكومة القضية بالإشارة إلى أن المستوطنات كانت في إقليم كان وضعه القانوني هو "منطقة محاربة"، وأكدت الحكومة إنه كان على المستوطنين أن يعرفوا أن المستوطنات مؤقتة فقط.

## الأقاليم حسب الوضع الحالي

### قطاع غزة
بعد حرب عام 1967، التي احتل فيها الجيش الإسرائيلي الضفة الغربية وقطاع غزة، تم وضع إدارة عسكرية على السكان الفلسطينيين. في عام 1993، منحت إسرائيل الحكم الذاتي لأهل غزة وانسحبت تمامًا من غزة في عام 2005. ومع ذلك، فرضت إسرائيل في عام 2007 حصارًا على قطاع غزة بسبب ما رأته من مخاوف أمنية. تزعم إسرائيل أنه منذ انسحابها من غزة في عام 2005، فإنها لم تعد تحتل قطاع غزة. ومع ذلك لا تزال إسرائيل تسيطر على الأجواء والسواحل الخاصة بغزة، ولا تزال تعتبر بموجب القرارات الصادرة عن مجلس الأمن الدولي والجمعية العامة للأمم المتحدة، وبعض الدول ومنظمات حقوق الإنسان كقوة محتلة في قطاع غزة.

### مرتفعات الجولان
كانت الجولان تحت الإدارة العسكرية إلى أن أقر الكنيست قانون مرتفعات الجولان في عام 1981، الذي يطبق القانون الإسرائيلي على المنطقة؛ وهي خطوة وصفت بأنها ضم عسكري. ورداً على ذلك أصدر مجلس الأمن التابع للأمم المتحدة بالإجماع قرار مجلس الأمن رقم 497 الذي أدان الإجراءات الإسرائيلية لتغيير وضع الأرض وأعتبرها "لاغية وباطلة وليس لها أثر قانوني دولي" وأن الجولان لا يزال أرضًا محتلة. في عام 2019 أصبحت الولايات المتحدة الدولة الوحيدة التي اعترفت بمرتفعات الجولان كأرض ذات سيادة إسرائيلية، بينما يواصل باقي المجتمع الدولي اعتبارها أراضي سورية واقعة تحت الاحتلال العسكري الإسرائيلي.

### الضفة الغربية
بينما تعتبر المجتمع الدولي الضفة الغربية أرضًا تحت الاحتلال العسكري الإسرائيلي. فإن الحكومة الاسرائيلية تطلق مصطلح "يهوذا والسامرة" للإشارة إلى المنطقة التي تشمل المناطق المدنية الإسرائيلية التي يغلب عليها السكان اليهود في المنطقة ج من الضفة الغربية والتي تخضع للسيطرة الإدارية الإسرائيلية باستثناء القدس الشرقية. وتعتبر منطقة يهوذا والسامرة في بعض الأغراض من قبل السلطات الإسرائيلية منطقة إدارية.

#### القدس الشرقية
احتلت إسرائيل القدس الشرقية في عام 1967 وضمتها بشكل فعلي في عام 1980، وهو الأمر الذي أدانته المجتمع الدولي. في 27-28 يونيو 1967، تم دمج القدس الشرقية في القدس عن طريق تمديد حدودها البلدية وتم وضعها تحت القانون والسلطة والإدارة لدولة إسرائيل. وأعلنت الجمعية العامة للأمم المتحدة في قرار بالإجماع بطلان الإجراءات التي تحاول تغيير وضع المدينة.

#### وضع دولة مراقب غير عضو في فلسطين
في يوم الخميس 29 نوفمبر 2012، صادقت الجمعية العامة للأمم المتحدة بأغلبية 138 صوتًا مقابل 9 أصوات مع 41 امتناعًا عن التصويت، على القرار رقم 67/19 الذي يرفع وضع فلسطين إلى "دولة مراقب غير عضو" في الأمم المتحدة، والذي يجعل وضع فلسطين مكافئًا للكرسي الرسولي. وصفت صحيفة "ذا إندبندنت" التغيير في الوضع بأنه "اعتراف فعلي بالدولة الفلسطينية السيادية". وعارض التصويت كل من كندا وجمهورية التشيك وإسرائيل وجزر المارشال وميكرونيزيا وناورو وبالاو وبنما والولايات المتحدة.
كان التصويت علامة فارقة تاريخية لدولة فلسطين المعترف بها جزئيًا ومواطنيها، في حين كانت خسارة دبلوماسية لإسرائيل والولايات المتحدة. سيسمح الحالة كدولة مراقب في الأمم المتحدة لدولة فلسطين بالانضمام إلى المعاهدات ووكالات الأمم المتحدة المتخصصة. ومعاهدة قانون البحار، والمحكمة الجنائية الدولية. ستسمح لفلسطين بممارسة حقوقها القانونية على مياهها الإقليمية والمجال الجوي كدولة ذات سيادة معترف بها من قبل الأمم المتحدة، وتسمح للشعب الفلسطيني بالحق في المطالبة بالسيادة على أراضيهم الشرعية في المحكمة الدولية للعدل وتقديم تهم “جرائم ضد الإنسانية” وجرائم حرب، بما في ذلك احتلال أراضي دولة فلسطين بطريقة غير قانونية، ضد إسرائيل في المحكمة الجنائية الدولية.
بعد مرور القرار، سمحت الأمم المتحدة لفلسطين بتسمية مكتب ممثليها في الأمم المتحدة باسم "البعثة الدائمة لدولة فلسطين لدى الأمم المتحدة"، والذي يعتبر من قبل الكثيرين بمثابة تعبير عن موقف الأمم المتحدة المعترف به بشكل غير رسمي لسيادة دولة فلسطين بموجب القانون الدولي، وقد بدأت فلسطين في تغيير اسمها على الطوابع البريدية والوثائق الرسمية وجوازات السفر وفقًا لذلك. كما أوعزت السلطات الفلسطينية لدبلوماسييها بتمثيل "دولة فلسطين" بشكل رسمي، بدلاً من "السلطة الوطنية الفلسطينية"، بالإضافة إلى ذلك قرر رئيس بروتوكول الأمم المتحدة يوشول يون "استخدام تسمية "دولة فلسطين" في 17 ديسمبر 2012 في جميع الوثائق الرسمية للأمم المتحدة"، معترفًا بـ "دولة فلسطين" كدولة مستقلة.

## أنظر أيضا
- القانون الدولي والصراع العربي الإسرائيلي
- القانون الدولي والمستوطنات الإسرائيلية
- قانون التنظيم
- مناطق الضفة الغربية في اتفاقية أوسلو 2
- شرعية الاحتلال الإسرائيلي لفلسطين